# Kletterfischartige
Die Kletterfischartigen (Anabantiformes (von Anabas (Kletterfisch))) sind eine Knochenfischordnung aus der Gruppe der Barschverwandten (Percomorphaceae). Zu der Ordnung werden die Labyrinthfische (Anabantoidei), die Schlangenkopffische (Channidae), die nah mit letzteren verwandten Aenigmachannidae und auch drei Familien kleiner, süd- und südostasiatischer „Barsche“, die Blaubarsche (Badidae), die Nanderbarsche (Nandidae) und die Sägeschuppenbarsche (Pristolepididae) gezählt.
Alle Arten der Anabantiformes leben im tropischen Afrika, in Süd-, Südost- und Ostasien (nördlich bis zum Amur). Sie sind reine Süßwasserfische. Alle heute den Kletterfischartigen zugeordneten Gruppen werden in älteren Systematiken den in der ursprünglichen Zusammensetzung polyphyletischen Barschartigen (Perciformes) zugeordnet.

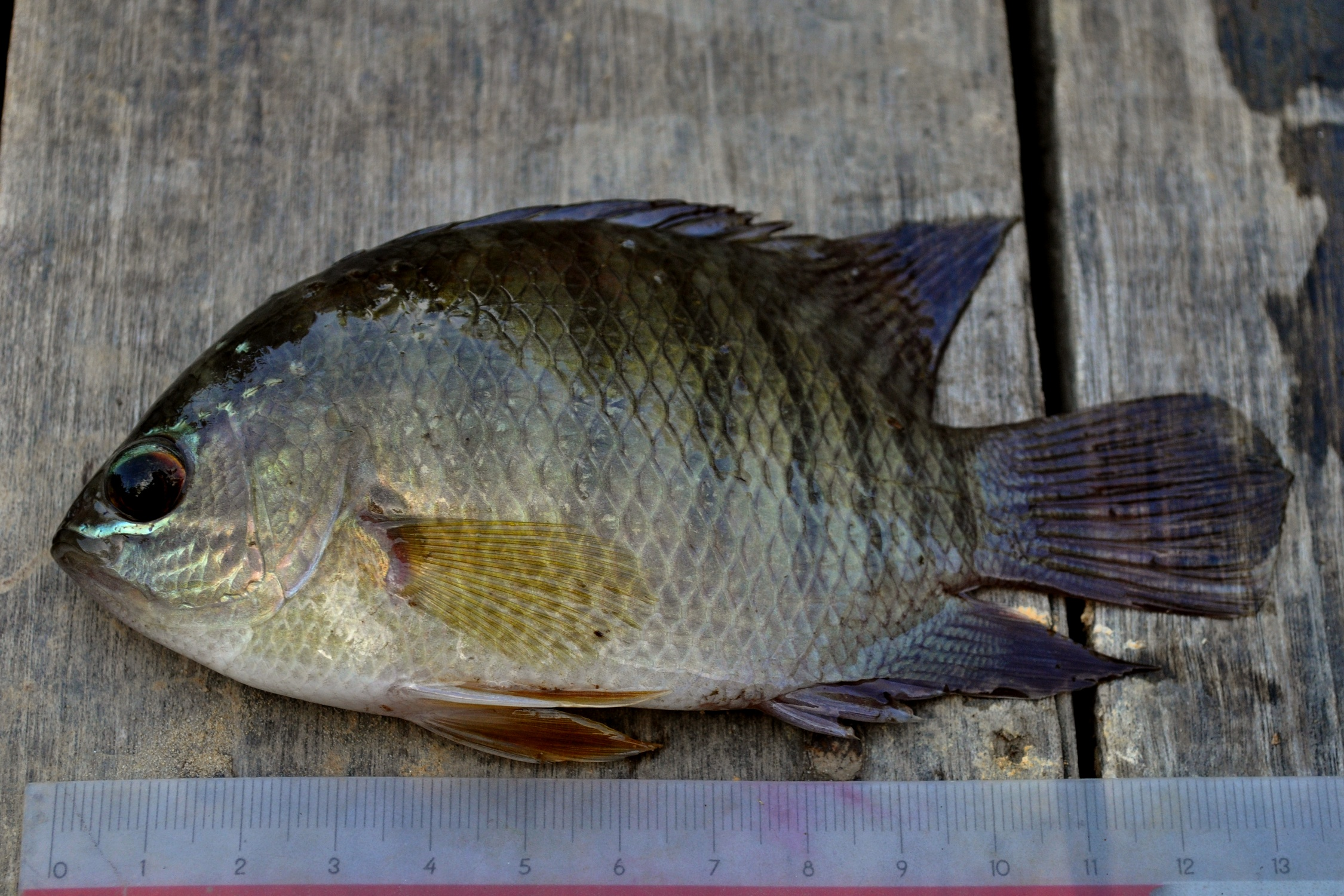
Gestreifter Sägeschuppenbarsch

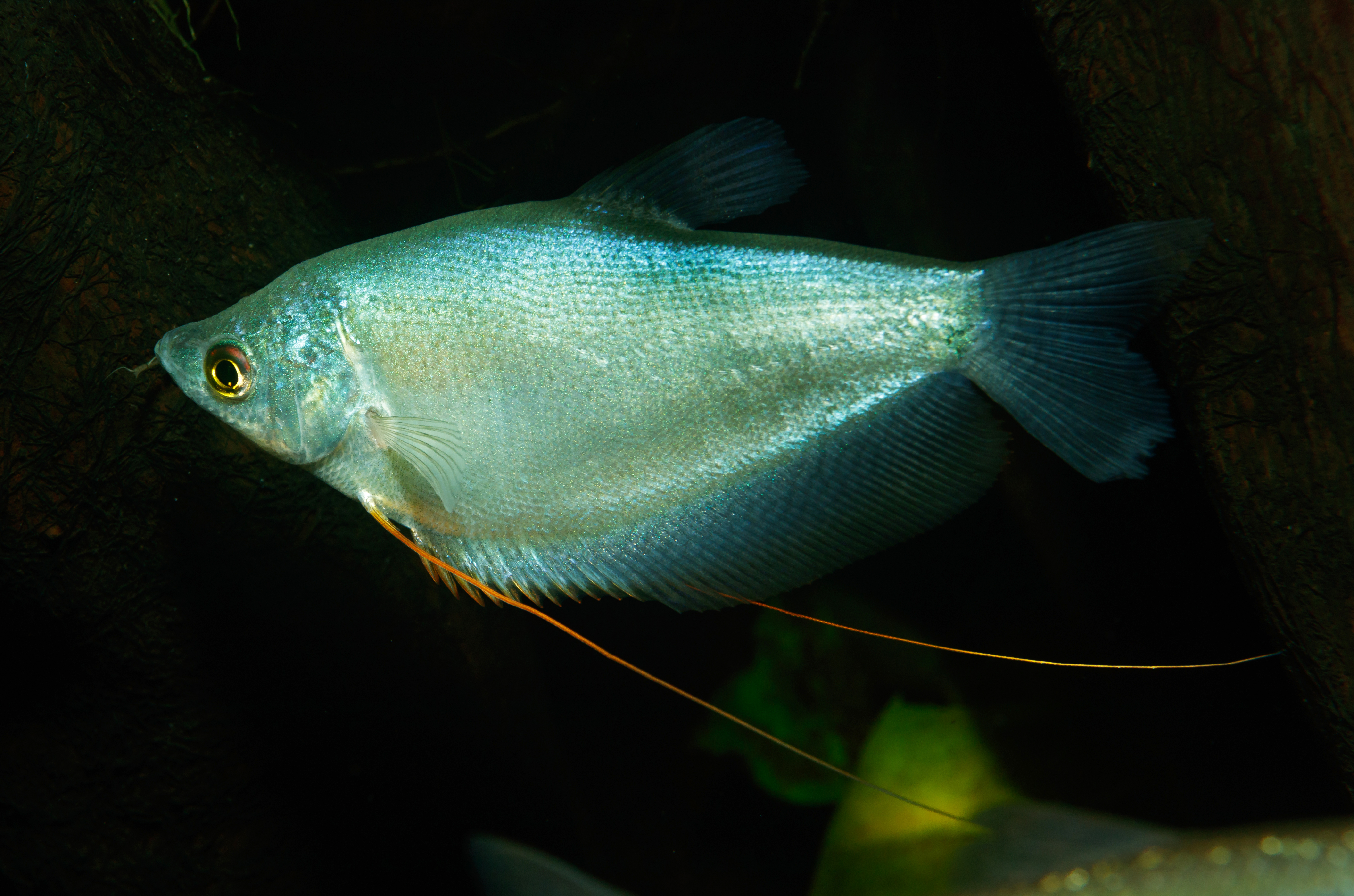
Mondscheinfadenfisch

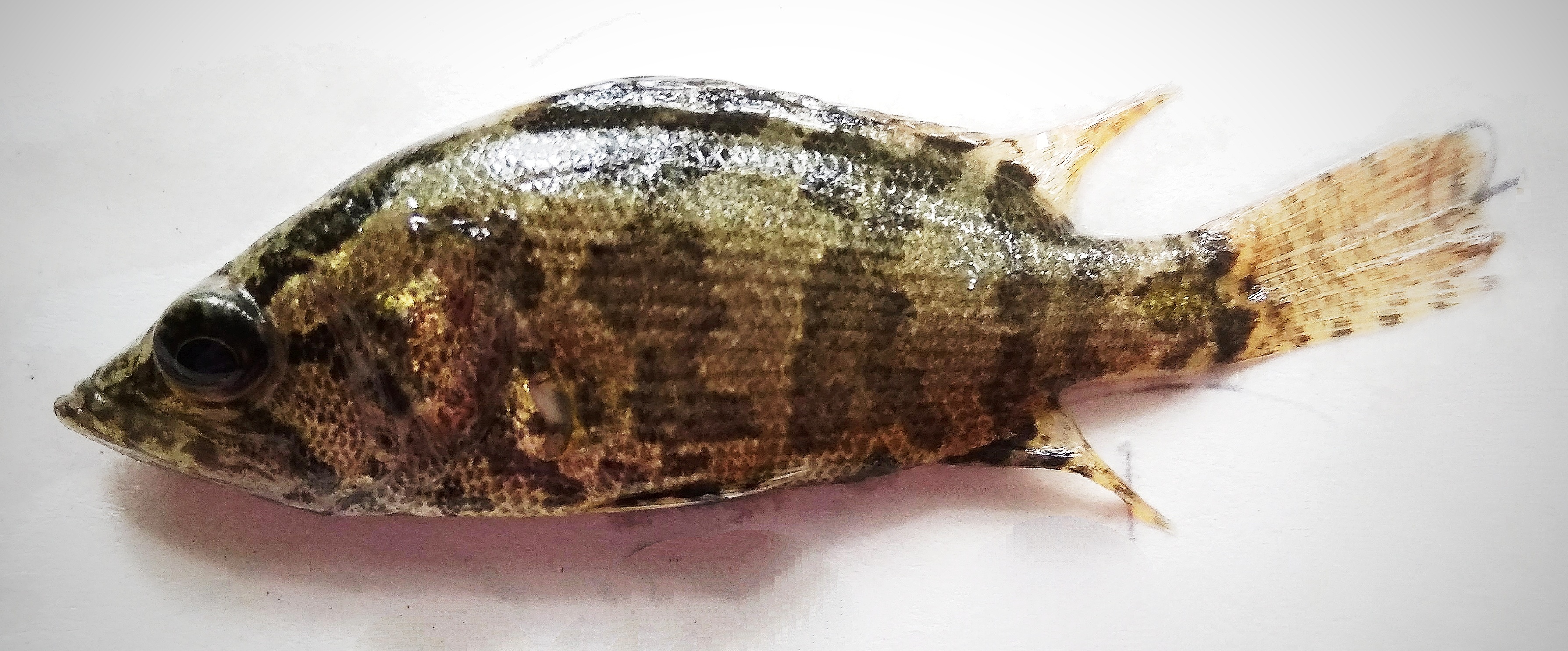
Kleiner Nander

## Merkmale
Die aus Labyrinth- und Schlangenkopffischen bestehende Kerngruppe der Kletterfischartigen kann durch sieben Synapomorphien diagnostiziert werden. Wichtigstes ist das Labyrinthorgan, auch Suprabranchialorgan genannt, ein aus der modifizierten ersten Epibranchiale, einer Knochenstütze der oberen Hälfte des Kiemenbogens, entwickeltes zusätzliches Atemorgan, das in einer Aussackung des Pharynx über den Kiemen liegt. Das paarige, kammerartige Labyrinthorgan liegt der zweiten Epibranchiale auf und besteht aus einer stark gefalteten Knochenplatte, die mit einer blutgefäßreichen Schleimhaut überzogen ist. Von der Wasseroberfläche wird Luft aufgenommen, der Gasaustausch findet dann an der Schleimhaut statt. Die vom Herz abgehende Aorta teilt sich, der vordere Zweig führt zu den beiden vorderen Kiemenbogenarterien, die auch das Labyrinthorgan mitversorgen, der hintere Zweig liefert die dritte und vierte Kiemenbogenarterie. Das Blut, das im Labyrinthorgan mit Sauerstoff angereichert wurde, wird nicht der Aorta dorsalis, sondern der Vena cardinalis anterior zugeführt, gelangt also bald zum Herzen (und von da in den gesamten Körper). Das Basioccipitale, ein Knochen der Hirnschädelbasis, hat rechts und links vom Parasphenoid paarige Fortsätze, an denen die mit Schlundzähnen besetzten oberen Pharyngealkiefer gelenkig artikulieren. Die Schwimmblase reicht nach hinten bis zum Parhypurale. Die Larven schweben mit seitlich der Wirbelsäule gelegenen, ölgefüllten Vesikeln frei im Wasser.

## Systematik
Die Kladogramme zeigen die möglichen Verwandtschaftsverhältnisse innerhalb der Anabantiformes.
Kladogramm nach Betancur-R. et al.
|  | Sägeschuppenbarsche (Pristolepididae)                                              |
|  |                                                                                    |
|  | \| \| Blaubarsche (Badidae) \| \| \| \| \| \| Nanderbarsche (Nandidae) \| \| \| \| |
|  |                                                                                    |
|  | Blaubarsche (Badidae)                                                              |
|  |                                                                                    |
|  | Nanderbarsche (Nandidae)                                                           |
|  |                                                                                    |

|  | Blaubarsche (Badidae)    |
|  |                          |
|  | Nanderbarsche (Nandidae) |
|  |                          |

|  | Sägeschuppenbarsche (Pristolepididae)                                              |
|  |                                                                                    |
|  | \| \| Blaubarsche (Badidae) \| \| \| \| \| \| Nanderbarsche (Nandidae) \| \| \| \| |
|  |                                                                                    |
|  | Blaubarsche (Badidae)                                                              |
|  |                                                                                    |
|  | Nanderbarsche (Nandidae)                                                           |
|  |                                                                                    |

|  | Blaubarsche (Badidae)    |
|  |                          |
|  | Nanderbarsche (Nandidae) |
|  |                          |

|  | Sägeschuppenbarsche (Pristolepididae)                                              |
|  |                                                                                    |
|  | \| \| Blaubarsche (Badidae) \| \| \| \| \| \| Nanderbarsche (Nandidae) \| \| \| \| |
|  |                                                                                    |
|  | Blaubarsche (Badidae)                                                              |
|  |                                                                                    |
|  | Nanderbarsche (Nandidae)                                                           |
|  |                                                                                    |

|  | Blaubarsche (Badidae)    |
|  |                          |
|  | Nanderbarsche (Nandidae) |
|  |                          |

|  | Sägeschuppenbarsche (Pristolepididae)                                              |
|  |                                                                                    |
|  | \| \| Blaubarsche (Badidae) \| \| \| \| \| \| Nanderbarsche (Nandidae) \| \| \| \| |
|  |                                                                                    |
|  | Blaubarsche (Badidae)                                                              |
|  |                                                                                    |
|  | Nanderbarsche (Nandidae)                                                           |
|  |                                                                                    |

|  | Blaubarsche (Badidae)    |
|  |                          |
|  | Nanderbarsche (Nandidae) |
|  |                          |

Kladogramm nach Britz et al.
|  | Blaubarsche (Badidae)    |
|  |                          |
|  | Nanderbarsche (Nandidae) |
|  |                          |

| Anabantoidei | Labyrinthfische (Anabantoidei)                                                       |
|              | Labyrinthfische (Anabantoidei)                                                       |
| Channoidei   | \| \| Schlangenkopffische (Channidae) \| \| \| \| \| \| Aenigmachannidae \| \| \| \| |
|              | \| \| Schlangenkopffische (Channidae) \| \| \| \| \| \| Aenigmachannidae \| \| \| \| |
|              | Schlangenkopffische (Channidae)                                                      |
|              |                                                                                      |
|              | Aenigmachannidae                                                                     |
|              |                                                                                      |

|  | Schlangenkopffische (Channidae) |
|  |                                 |
|  | Aenigmachannidae                |
|  |                                 |

|  | Blaubarsche (Badidae)    |
|  |                          |
|  | Nanderbarsche (Nandidae) |
|  |                          |

| Anabantoidei | Labyrinthfische (Anabantoidei)                                                       |
|              | Labyrinthfische (Anabantoidei)                                                       |
| Channoidei   | \| \| Schlangenkopffische (Channidae) \| \| \| \| \| \| Aenigmachannidae \| \| \| \| |
|              | \| \| Schlangenkopffische (Channidae) \| \| \| \| \| \| Aenigmachannidae \| \| \| \| |
|              | Schlangenkopffische (Channidae)                                                      |
|              |                                                                                      |
|              | Aenigmachannidae                                                                     |
|              |                                                                                      |

|  | Schlangenkopffische (Channidae) |
|  |                                 |
|  | Aenigmachannidae                |
|  |                                 |

Schwestergruppe der Anabantiformes sind die Kiemenschlitzaalartigen (Synbranchiformes), eine Ordnung aal- bzw. stichlingsähnlicher Süß- und Brackwasserfische, die in den Tropen und Subtropen von Afrika, Asien, dem indo-australischen Archipel, Mexiko sowie Mittel- und Südamerika vorkommen. Anabantiformes und Synbranchiformes bilden das Taxon Anabantaria.